# Саас, Пьер
Пьер Саа́с (фр. Pierre Saas) — французский кёрлингист.
В составе мужской сборной Франции участник чемпионат мира 1979 (заняли девятое место). Чемпион Франции среди мужчин.
Играл на позиции третьего.

## Достижения
- Чемпионат Франции по кёрлингу среди мужчин: золото (1979)[2][3].

## Команды
| Сезон   | Четвёртый   | Третий    | Второй     | Первый         | Турниры           |
| ------- | ----------- | --------- | ---------- | -------------- | ----------------- |
| 1978—79 | Жорж Манжье | Пьер Саас | Рене Робер | Жерар Вендлинг | ЧМ 1979 (9 место) |

(скипы выделены полужирным шрифтом)